# Хипергамија
Хипергамија је термин који се у друштвеним наукама користи за дело или праксу венчавања за супружника вишег друштвеног положаја или касте. 
Антоним „хипогамија“ односи се на венчавања за супружника ниже друштвене класе или статуса. Оба израза скована су на индијском потконтиненту у 19. веку преводећи класичне хиндуистичке законике, који су за та два концепта користили санскртске изразе анулома и пратилома. 
Израз хипергинија користи се за описивање целокупне праксе жена које се удају за мушкарце вишег статуса.

## У Индији
Концепт склапања брака у Индији преовладава због класне подељености засноване на кастама. Женама из виших касти није било допуштено да се удају за мушкарце из нижих касти. Концепт по којме се жене удају навише, а који се наводи у Смритису као анулома, био је оправдан као механизам спречавања деградације хиндуистичког идеолошког еквивалента генском фонду. Супротност ануломи, пракса пратиломе, у древном индијском друштву није био дозвољен. Међутим, Махабхарата наводи примере где су дозвољени изузеци, као на пример када се Девајани, ћерка Шукрачарје, удала за кшатрију Јајати . 

## Приоритети парења
Истраживања о одабиру партнера у десетинама земаља широм света закључиле су да мушкарци и жене приоритет дају различитим особинама, при чему мушкарци имају склоност према жене које су младе и атрактивне, а жене склоност према мушкарцима који су богати, образовани, амбициозни и привлачни. Еволутивни психолози тврде да је то урођена родна разлика која произлази из сексуалног одабира, по којој мушкарци теже женама које ће родити здраве бебе, а жене теже мушкарцима који ће бити у стању да обезбеде неопходна средства за опстанак породице. 
Теоретичари друштвеног учења, са друге стране, тврде да жене цене мушкарце са вишим приходима јер је женска способност привређивања ограничена неповољним статусом у друштву којим доминирају мушкарци. Они тврде да се, како се друштва крећу ка све већој родној равноправности, тако се мењају и приоритети приликом одабира жениног партнера. Нека истраживања подржавају ту теорију,  укључујући и анализа анкете над 8953 људи у 37 земаља из 2012. године, која је открила да што је држава родно-равноправнија, већа је вероватноћа да мушкарци и жене траже исте карактеристике код супротног пола. Међутим, Таунсенд (1989.) је анкетирао студенте медицине о њиховом виђењу како се расположивост брачних партнера променила са личним напредовањем у образовној каријери. Осамдесет и пет посто жена је изјавило: „Како се мој друштвени статус повећава, мој избор прихватљивих партнера се смањује“. Супротно томе, 90 посто мушкараца је изјавило: „Како се мој друштвени статус повећава, тако се и избор прихватљивих партнера се увећава“.  ‍:246

## Распрострањеност
Облици хипергамије практиковани су током историје у многим деловима Света, укључујући Индијски потконтинент, Царску Кину, Античку Грчку, Османско царство и феудалну Европу . 
Данас се већина људи удаје за себи приближно друштвено једнаке, а у неким деловима света хипергамија се смањила. Све је ређе да се жене удају за старије мушкарце. Хипергамија не захтева да човек буде старији, само вишег статуса; социјална једнакост обично се односи на друштвене кругове, а не на економску једнакост.  